# Xanthophyllum clovis
Xanthophyllum clovis är en jungfrulinsväxtart som först beskrevs av Cornelis Gijsbert Gerrit Jan van Steenis och R. v. d. Meijden, och fick sitt nu gällande namn av R. v. d. Meijden. Xanthophyllum clovis ingår i släktet Xanthophyllum och familjen jungfrulinsväxter. Inga underarter finns listade i Catalogue of Life.